# Choerolophodontidae
Los choerolofodóntidos (Choerolophodontidae) son una familia extinta de grandes mamíferos herbívoros que estaban relacionados con los elefantes. Se conocen dos géneros, Afrochoerodon y Choerolophodon.

## Taxonomía
Aunque generalmente eran clasificados en la familia Gomphotheriidae, análisis recientes los sitúan en su propia familia.

## Distribución
Se han encontrado fósiles en África, China, Anatolia y Los Balcanes.